# 朝倉景盛
朝倉 景盛（あさくら かげもり）は、戦国時代から安土桃山時代にかけての武将。朝倉氏の家臣。

## 略歴
永禄10年（1567年）に足利義昭が敦賀から一乗谷へと移住を行った際、景盛は主君・朝倉義景と共に義昭を出迎えた。永禄11年（1568年）に義景の館を足利義昭が訪問した際は、義昭へのみやげ物を景盛が運搬している。
元亀2年（1572年）に近江国に織田信長が虎御前山城を築いた際には義景に従い出陣。織田軍への夜襲を成功させた事もあるが、戦局を覆すほどのものではなく、朝倉氏が元亀3年（1573年）に滅びると、織田の軍門に下った。
その後起こった越前一向一揆で戦死したともいわれている。